# Cuarteto LaSalle
El Cuarteto LaSalle fue un cuarteto de cuerda activo de 1946 a 1987. 

## Carrera
Fue fundado por primer violinista Walter Levin.  El nombre LaSalle es atribuido a un apartamento en LaSalle Street en Manhattan, donde algunos de sus miembros vivieron durante el inicio del cuarteto. El cuarteto ha tocado un conjunto donado de instrumentos Amati.
El Cuarteto LaSalle era más conocido por sus interpretaciones de la Segunda Escuela de Viena, de Schoenberg, Alban Berg y Webern y de los modernistas derivados de aquella tradición, aunque también tocaron literatura clásica y romántica estándar. El Cuarteto dio el estreno del Cuarteto de Cuerda de Witold Lutosławski en Estocolmo en 1965. György Ligeti dedicó su Segundo Cuarteto de Cuerda al grupo y ellos lo estrenaron en Baden-Baden el 14 de diciembre de 1969. El cuarteto ha sido reconocido por el "Renacimiento de Zemlinsky," ya que Zemlinsky era en gran parte desconocido hasta que ellos interpretaron sus trabajos. El cuarteto ganó el Deutscher Schallplattenpreis para su registro de sus cuatro cuartetos de cuerda.
Los Alban Berg, Artemis, Amernet, Prazák y Vogler son cuartetos de cuerda que están entre los mundialmente famosos que estudiaron interpretación con miembros del Cuarteto LaSalle.
El LaSalle era el cuarteto-en-residencia en la Universidad de Cincinnati - Conservatorio de Música y el celista Lee Fiser continúa enseñando allí. Jack Kirstein, celista de 1955 a 1975, murió en agosto de 1995. Henry Meyer murió en diciembre de 2006. Walter Levin vivió y trabajó  muchos años en Basilea, Suiza y después se trasladó a una casa de retiro en Chicago. El violista Peter Kamnitzer ha muerto en Israel el 23 de febrero de 2016 a la edad de 93 años. Le ha sobrevivido su mujer la Dra. Neora “Sophy” Kamnitzer. El violista original Max Felde continuó su carrera en N.Y., más tarde se trasladó a la costa del oeste de Canadá para crear su familia con la violinista Aurora Felde.  Max Felde continuó su carrera musical como viola ayudante principal de la CBC Orquesta de Cámara y violista en la Orquesta Sinfónica de Vancouver por más de 25 años, además de ser fabricante de instrumentos clásicos. Max murió en 2005.

## Miembros
- Walter Levin, 1.r violín
- Henry W. Meyer, 2.º violín
- Max Felde (1946-1949), viola
- Peter Kamnitzer (unido 1949), viola
- Richard Kapuscinski (1946-1955), violonchelo
- Jack Kirstein (1955-1975), violonchelo
- Lee Fiser (unido 1975), violonchelo

## Estrenos
- Cuarteto de cuerda no 2 de Ligeti
- Cuarteto de cuerda de Lutoslawski
- Cuarteto de cuerda no 1 de Penderecki

- Datos: Q979718